# Ahmet Salih Korur
Ahmet Salih Korur (* 1905 in Istanbul; † 8. Februar 1966) war ein türkischer Bürokrat.
Korur studierte Jura an der Universität von Ankara, bevor er Staatsbediensteter wurde. 1945 wurde Korur stellvertretender Direktor des Grundbuchamtes der Türkei. Gleichzeitig war er der Direktor der Baubehörde. 1950 wurde er dann Staatssekretär des Ministerpräsidialamtes. 1956 wurde er zum Stellvertretenden Staatssekretär des Finanzministeriums und 1957 wurde er stellvertretender Präsident des Vorläufers des türkischen Geheimdienstes MIT. Im gleichen Jahr wurde er noch einmal zum Staatssekretär des Ministerpräsidialamtes ernannt.
Korur war Angaben der Großloge der Freien und Angenommenen Maurer der Türkei zufolge Freimaurer. Korur war von 1955 bis 1960 der Großmeister der Großloge.
Nach dem Militärputsch vom 27. Mai 1960 wurde er in den Yassıada-Prozessen 1960/61 zu einer Freiheitsstrafe von zwei Jahren und elf Monaten verurteilt.